# Condado de Callaway
O Condado de Callaway é um dos 114 condados do Estado americano de Missouri. A sede do condado é Fulton, e sua maior cidade é Fulton. O condado possui uma área de 2,194 km² (dos quais 21 km² estão cobertos por água), uma população de 40 766 habitantes, e uma densidade populacional de 19 hab/km² (segundo o censo nacional de 2000). O condado foi fundado em 1820.